# マウリシオ・ソウザ
マウリシオ・ソウザ（Maurício Souza、1988年9月29日 - ）は、ブラジルの元男子バレーボール選手、政治家。元ブラジル代表。

## 来歴

### クラブチーム
ミナスジェライス州Iturama出身。2007年にEC Banespaへ入団しバレーボール選手としてのキャリアをスタートさせる。2008/09シーズンのブラジル・スーパーリーガで4位となった。2010/11シーズンはSão Bernardo Vôleiでプレーした。2011/12シーズンはVôlei Futuroへ移籍し、ブラジル・スーパーリーガで準優勝を果たした。2012/13シーズンはItambé/Minasでプレーした。2013/14シーズンはトルコリーグのHalkbank Ankaraでプレーし、トルコリーグとトルコカップで優勝を果たした。。2015年にVôlei Renata/Campinasへ移籍し2年間プレーし、2015/16シーズンのリーグ準優勝に貢献し自身もベストブロッカー賞を受賞した。2017年にSesc-RJへ移籍し、2017/18シーズンのブラジル・スーパーリーガでベストブロッカー賞を受賞した。2019年にFunvic Natalへ入団し、2020/21シーズンのブラジル・スーパーリーガで優勝を果たした。2021/22シーズンは Itambé/Minasでプレーした。2022年に現役引退。

### 代表チーム
2011年、ブラジル代表に初選出され、同年のパンアメリカンゲームズで金メダルを獲得した。2013年のパンアメリカンカップで金メダルを獲得し、自身もベストミドルブロッカー賞を受賞した。同年11月のグラチャンで金メダルを獲得した。2016年のワールドリーグで銀メダルを獲得し、自身もベストミドルブロッカー賞を受賞した。同年8月のリオデジャネイロ五輪では母国を金メダルへ導いた。2017年のグラチャンでは2大会連続で金メダルを獲得した。2018年、世界選手権で銀メダルを獲得した。2019年に日本で開催されたワールドカップでは金メダルを獲得した。2021年のネーションズリーグで金メダルを獲得し、自身もベストミドルブロッカー賞を受賞した。

### 政治家
2022年にブラジル大統領であるジャイール・ボルソナーロの所属する自由党に入党。同年ミナスジェライス州の連邦議員選挙に立候補し初当選を果たした。

## 球歴
- オリンピック - 2016年、2021年
- 世界選手権 - 2018年
- ワールドカップ - 2019年
- グラチャン - 2013年、2017年
- ネーションズリーグ - 2018年、2019年、2021年
- ワールドリーグ - 2013年、2014年、2015年、2016年、2017年

## 受賞歴
- 2013年 2012/13ブラジル・スーパーリーガ ベストブロッカー賞
- 2013年 パンアメリカンカップ ベストミドルブロッカー賞
- 2016年 2015/16ブラジル・スーパーリーガ ベストブロッカー賞
- 2016年 ワールドリーグ ベストミドルブロッカー賞
- 2018年 2017/18ブラジル・スーパーリーガ ベストブロッカー賞
- 2021年 2020/21ブラジル・スーパーリーガ ベストブロッカー賞、ベストミドルブロッカー賞
- 2021年 ネーションズリーグ ベストミドルブロッカー賞

## 所属クラブ
- EC Banespa（2007-2010年）
- São Bernardo Vôlei（2010-2011年）
- Vôlei Futuro（2011-2012年）
- Itambé/Minas（2012-2013年）
- Halkbank Ankara（2013-2014年）
- Funvic Natal（2014-2015年）
- Vôlei Renata/Campinas（2015-2017年）
- Sesc-RJ（2017-2019年）
- Funvic Natal（2019-2021年）
- Itambé/Minas（2021-2022年）